# HD113436
HD113436 — хімічно пекулярна зоря спектрального класу A0, що має видиму зоряну величину в смузі V приблизно  6,5.
Вона  розташована на відстані близько 615,4 світлових років від Сонця.

## Фізичні характеристики
Зоря HD113436 обертається 
дуже швидко 
навколо своєї осі. Проєкція її екваторіальної швидкості на промінь зору становить  Vsin(i)=233км/сек.